# Santa Rita, Oaxaca
Santa Rita är en ort i Mexiko.   Den ligger i kommunen San Francisco Ixhuatán och delstaten Oaxaca, i den sydöstra delen av landet, 600 km sydost om huvudstaden Mexico City. Santa Rita ligger 9 meter över havet och antalet invånare är 539.
Terrängen runt Santa Rita är mycket platt. Havet är nära Santa Rita västerut. Runt Santa Rita är det ganska glesbefolkat, med 24 invånare per kvadratkilometer. Närmaste större samhälle är San Francisco Ixhuatan, 8,8 km nordost om Santa Rita. Omgivningarna runt Santa Rita är en mosaik av jordbruksmark och naturlig växtlighet.